# 커피점 탈레랑의 사건 수첩
《커피점 탈레랑의 사건 수첩》(일본어: 珈琲店タレーランの事件簿 コーヒーてんタレーランのじけんぼ[*])은 오카자키 다쿠마가 저자인, 일본의 추리 소설 시리즈 중 하나이다.
‘이 미스터리가 대단해! 2012’ 대상 히든카드상을 수상하였으며, 대한민국에서는 소미미디어에서 정식 발매되었다.

## 스토리
여자친구의 거듭된 절교 선언에 지친 아오야마 마코토는 우연히 교토의 호젓한 뒷골목 커피점 탈레랑에 들어간다. 그리고 하나의 이별과 그것을 뛰어넘을 감동적인 만남을 똑같은 날에 마련해주신 운명의 아름다운 배려에 감격한다. 오랜 세월 찾아 헤매던 최상의 커피. 그리고 매혹적인 여성 바리스타 미호시. 미호시는 커피점 탈레랑에 덮쳐드는 일상의 미스터리를 선명하게 해명해나간다. 하지만 그녀에게는 끔찍한 아픔의 그림자가 있었는데…….

## 주요 등장인물
아오노 야마토(일본어: 青野 大和) / 아오야마(일본어: アオヤマ)
기리마 미호시(일본어: 切間 美星)
모카와 마타지(일본어: 藻川 又次)
미즈야마 쇼코(일본어: 水山 昌子)
기리마 미소라(일본어: 切間 美空)